# إيرا ليفين
إيرا ليفين (بالإنجليزية: Ira Levin) (27 أغسطس 1929، ذا برونكس في الولايات المتحدة - 12 نوفمبر 2007، مانهاتن في الولايات المتحدة)؛ كاتِب ومؤلِّف، كاتب مسرحي، شاعر غنائي، كاتب سيناريو وروائي أمريكي. درس في جامعة نيويورك.

## روابط خارجية
- إيرا ليفين على موقع IMDb (الإنجليزية)
- إيرا ليفين على موقع الموسوعة البريطانية (الإنجليزية)
- إيرا ليفين على موقع مونزينجر (الألمانية)
- إيرا ليفين على موقع ألو سيني (الفرنسية)
- إيرا ليفين على موقع ميوزك برينز (الإنجليزية)
- إيرا ليفين على موقع أول موفي (الإنجليزية)
- إيرا ليفين على موقع قاعدة بيانات برودواي على الإنترنت (الإنجليزية)
- إيرا ليفين على موقع قاعدة بيانات الأفلام السويدية (السويدية)
- إيرا ليفين على موقع إن إن دي بي (الإنجليزية)
- إيرا ليفين على موقع قاعدة بيانات الفيلم (الإنجليزية)